# Jedd
Jedd (románul Livezeni, korábban Iedu) község Romániában Maros megyében.

## Fekvése
A falu Marosvásárhelytől keletre fekszik, a 46°33' északi szélességen és a 24°38' keleti hosszúságon. A református templom 358 m tengerszint fölötti magasságban van. 2005-ben Koronka és Székelybós népszavazással kivált Jedd községből. A község a Marosvásárhely Metropoliszövezethez tartozik.

## Története
Első ízben 1505-ben Yedd néven említik, egy kolozsmonostori záloglevélben. 1567-ben Yeth, 1580-ban Jed és 1613-ban Jedd írásmóddal. A falu nevének eredete Orbán Balázs nem bizonyított föltevése szerint egy Jett nevű család lehetett.
Okmány, melyben a falu nevét említik: A kolozsmonostori konvent előtt 1505 február 17-én kötött záloglevél. Egy 1567-es adóösszeírás, melyben a falu 10 kapuval szerepel. Egy 1602-ben készült összeírás fölsorolja Kántor István, Mocsári István, Bósi Lukács, Jeddi Péter, Kántor György, Máté Imre és Jeddi Benedek szabad székelyeket, valamint Lakó Márton jobbágyot.1612-ben Enyedi Lukács szentbenedeki pap és Georgiai Miklós szentiványi pap az Orbán Lőrinc által adományosott bekerített és kapuval ellátott kertet, amelyre aztán az első paplak épül. Az 1614-es marosszéki összeírásban Jedden 38 család élt: 6 lófő, 3 puskás gyalogos, 4 szabadszékely, 11 zsellér, 5 lekötött jobbágy 3 confiscati és 6 vármegyei zsellér.Az 1615-ben kelt vizitációs jegyzőkönyv tartalmazza a prédikátor és a mester jövedelmét.1666-ban a hívek harangot csináltatnak.1677-ben egy második 15 vékás harangot.1722-es marosszéki adóösszeírásban szerepel: 3 armalista, 14 lófő, 3 közszékely, 7 jobbágy, 5 zsellér, 1 kóborló (vagus).
Iskoláját először 1615-ben említik. 1777-ben 97 család, 1813-ban 107 család lakja. 1910-ben 705 lakosa volt, melyből 632 magyar, 29 román, 44 cigány. A trianoni békeszerződésig Maros-Torda vármegye Marosi felső járásához tartozott. 1992-ben 1090 lakosából 802 magyar, 233 cigány és 54 román volt.

## Látnivalók
- Református temploma 1816-ban épült a régi kőlábakon állt gótikus templom anyagának felhasználásával.
- A Cserei-Turmann-Mikó udvarház a 19. század elején épült. 1944-ben felrobbantották, helyére istállók épültek.
- A falu délnyugati határában földcsuszamlás által létrehozott halmok találhatók, melyek között 1662-ben Ali pasa is táborozott.

## Ismert emberek
- Itt született 1897. június 22-én Mikó László gazdasági szakíró.
- Itt született 1920. augusztus 6-án Máthé Ákos idegsebész, orvosi szakíró.
- Itt született 1950. április 4-én Ady József grafikus, festőművész.